# 합중국
합중국(合衆國)은 영어의 정권 호칭 중 하나인 'United States'의 대역어로 사용되는 용어이다. "United Provinces"의 번역어로 사용되는 경우도 있다. 국가에 이용되어 현재는 미합중국 (미국)과 멕시코 합중국의 2개국이 있다.

## 개요
United States는 여러 State (주)의 연합체를 의미하고 한국어로 직역하면 "연합주들", 의역하면 "연방"과 같은 의미가된다. 그러나 현대 대한민국과 에도 시대 말기 이후의 일본에서는 일반적으로 일관되게 "미국"을 사용하고 있다. "연방"이라는 말은 Federation의 번역어로 쓰는 경우가 많다. (러시아 등) "미국"이 사용되는 이전의 "United States of America"의 한자 표기로는 일본에서는 "아메리카 공화정치", "아메리카 합동국" 등이 있으며, 대한민국에서는 "미합중국"이 있다.
대부분의 유럽 국가에서는 미합중국을 가리킬 때 그냥 합중국이란 말을 사용한다. 영어 위키백과에서는 합중국 항목이 바로 미국에 대한 내용이다.

## 합중국의 목록

### 현존하는 합중국
- 미합중국(美合衆國, 1776-)
- 멕시코 합중국(1824-)

### 합중국(United States)의 목록
- 벨기에 합중국(1790)
- 이오니아 제도 합중국(1810-1864)
- 콜롬비아 합중국(1863-1886)
- 베네수엘라 합중국(Estados Unidos de Venezuela, 1864-1953)
- 인도네시아 합중국(1949-1950)